# Sthenias maculiceps
Sthenias maculiceps là một loài bọ cánh cứng trong họ Cerambycidae.